# Billy Ohlsson
Billy Ohlsson (13 de janeiro de 1954) é um comentarista de televisão e ex-futebolista sueco. Trabalha na TV4, uma emissora de televisão na Suécia. Ele é o irmão mais novo de Kenneth Ohlsson.
É considerado um dos dez melhores futebolistas de todos os tempos do Hammarby IF.

## Artilharias
Hammarby IF
- Campeonato Sueco de Futebol: 1980 e 1984.